# Un Ponte per …
Un Ponte per … (UPP) – Eine Brücke für … ist eine italienische Hilfsorganisation, die 1991 direkt nach den Bombardierungen Bagdads im Zweiten Golfkrieg gegründet wurde. Damals lautete der Name noch Un Ponte per Baghdad. Ziel dieser nichtstaatlichen Hilfsorganisation war es, die humanitäre Lage für die vom Krieg gebeutelte Bevölkerung des Iraks zu verbessern und trotz der UN-Embargos gegen das Land Hilfsgüter ins Land zu bekommen.
Mittlerweile beschränkt sich die Arbeit der Organisation nicht mehr auf den Irak, deshalb erfolgte die Änderung des Namens zu Un Ponte per ....
Die Organisation arbeitete an zahlreichen Projekten im Irak, u. a. auf den Gebieten Gesundheit, Wasserversorgung und Bildung. Außerdem bemühte man sich um die Förderung von wissenschaftlichem und kulturellem Austausch. Bei der Arbeit kooperierte man mit dem Irakischen Roten Halbmond und Organisationen der UN.